# ۱۲۷۰ (خورشیدی)
۱۲۷۰ هزار و دویست و هفتادمین سال هجری خورشیدی است.

## رویدادها
- ۸ مرداد - ترجمه کتاب سیاست نامه، خواجه نظام الملک به زبان فرانسوی به همت شارل شفر.
- لغو قرارداد رژی پس از تحریم تنباکو
- تأسیس مؤسسه عتیقی

## زادگان
- عبدالله دوامی: از استادان موسیقی ایران.
- سید احمد زنجانی: فقیه شیعه ایرانی.
- محمدعلی جمال‌زاده: داستان‌نویس و مترجم ایرانی.
- محمدابراهیم محقق، عالم دینی و مرجع تقلید منطقه‌ای در قزوین (درگذشته ۲۰ اردیبهشت ۱۳۳۸)
- محمدتقی‌ پسیان، از نظامیان اواخر دوره قاجاریه (درگذشته ۱۳۰۰ خورشیدی)